# Canscora macrocalyx
Canscora macrocalyx là một loài thực vật có hoa trong họ Long đởm. Loài này được Miq. mô tả khoa học đầu tiên năm 1857.